# (68325) Begues
(68325) Begues es un asteroide perteneciente al cinturón de asteroides, región del sistema solar que se encuentra entre las órbitas de Marte y Júpiter, descubierto el 23 de abril de 2001 por José Manteca desde Begues en España.

## Designación y nombre
Designado provisionalmente como 2001 HO16. Fue nombrado Begues en homenaje a la localidad española de Begas, lugar desde donde fue descubierto.

## Características orbitales
Begues está situado a una distancia media del Sol de 3,0468 ua, pudiendo alejarse hasta 3,5679 ua y acercarse hasta 2,5256 ua. Su excentricidad es 0,171 y la inclinación orbital 16,8979 grados. Emplea 1942,51 días en completar una órbita alrededor del Sol.

## Características físicas
La magnitud absoluta de Begues es 14,2. Tiene un diámetro de 4,484 km y su albedo se estima en 0,221.